# Shanghaied Shipmates
Shanghaied Shipmates est un cartoon, réalisé par Jack King et sorti en 1936, qui met en scène Porky Pig.